# Darío Rubén Quintana
Darío Rubén Quintana Muñiz, OAR (Buenos Aires, 4 de febrero de 1971) es un sacerdote agustino recoleto y obispo católico argentino. Es el obispo-prelado de Cafayate. Fue obispo auxiliar de Mar del Plata, entre 2019 a 2022.

## Biografía

### Primeros años
Darío Rubén nació el 4 de febrero de 1971, en el barrio porteño de Caballito, Argentina.
Fue bautizado en la parroquia de la Asunción. 
En 1978, su familia se radicó en Mar del Plata.

### Formación
Realizó su formación primaria, en el Colegio Monseñor Sabelli (Buenos Aires) y Colegio de la Obra Don Orione (Mar del Plata). Realizó su formación secundaria, en el Colegio de la Obra Don Orione.
Realizó los estudios de Filosofía y Teología, en la Facultad de Teología de la Universidad Católica Argentina, donde obtuvo la licenciatura de Teología, en 1996.

### Vida religiosa
En 1989, a los 18 años, ingresó en el postulantado San Ezequiel Moreno de la Orden de Agustinos Recoletos.
Realizó su noviciado, en el período 1992-1993, en Burgos (España).
Realizó su primera profesión de votos religiosos, el 28 de agosto de 1993, en Buenos Aires.
Fue ordenado diácono el 31 de octubre de 1996, en Buenos Aires, a manos del entonces obispo auxiliar de Buenos Aires, Héctor Rubén Aguer. Su ordenación sacerdotal fue el 17 de mayo de 1997, en la Iglesia. Ntra. Sra. de la Consolación (Buenos Aires), a manos del entonces obispo-prelado de Marajó, José Luís Azcona OAR. 
En 1997, fue vicario parroquial de San José, en San Martín.
- Delegado de los Agustinos Recoletos, en San Martín (2002-2003).
- Prior y párroco de Ntra. Sra. de la Consolación, en Buenos Aires; presidente del Secretariado de Apostolado Ministerial, Vicaría Argentina de la Orden (2003-2009).
- Prior y párroco de Ntra. Sra. de Fátima, en Mar del Plata (2009-2012).
- Miembro del Consejo Presbiteral.
- Vicario Provincial de la Orden de Agustinos Recoletos, en Argentina (2012-2018).

En la Conferencia Episcopal Argentina fue asesor de la Pastoral de Juventud Nacional y finalmente colaboró con el Equipo de Animación Sinodal de la Arquidiócesis de Buenos Aires.
- Asesor de estudios, representante legal y Rector del Colegio San José, en San Martín.
- Representante legal del colegio San Agustín, en Mar del Plata.

En la vicaría argentina de la Orden de Agustinos Recoletos se desempeñó como presidente del Secretariado de Apostolado Ministerial, consejero y miembro del equipo de economía y patrimonio. Además, fue prior y presidente del Equipo de Formación del Seminario San Ezequiel Moreno y párroco de Nuestra Señora de Luján, de la Orden de Agustinos Recoletos.
- Prior del Seminario (Postulantado) San Ezequiel Moreno y párroco de Ntra. Sra. de Luján, en San Martín (hasta 2019).

## Episcopado

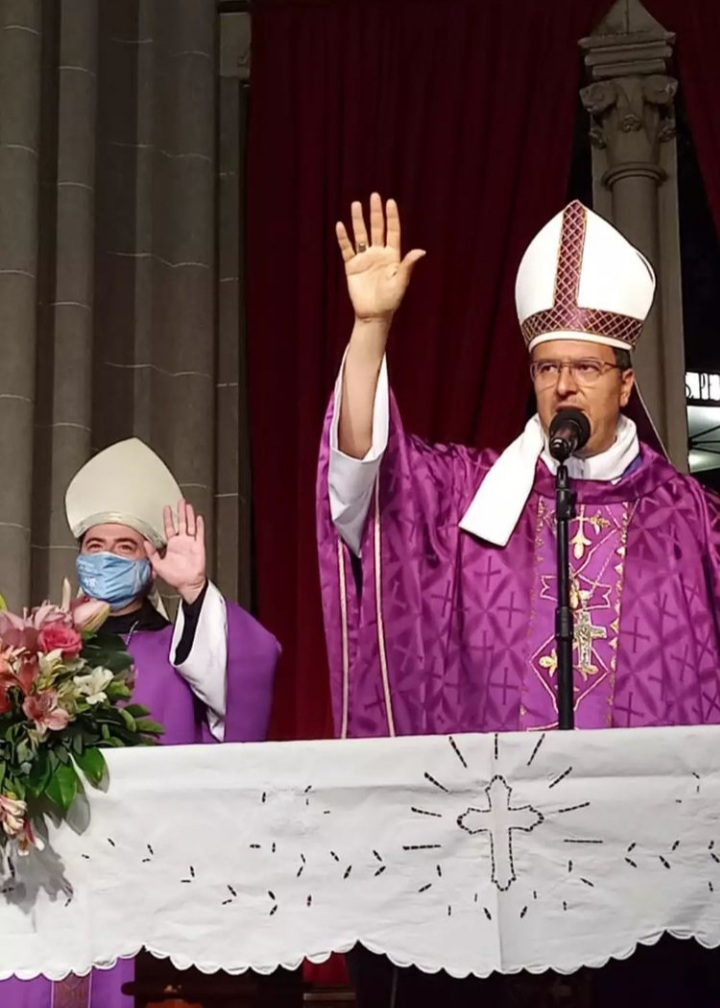
El Obisoo Auxiliar, Dario Rubén Quitana OAR y el Obispo de Mar del Plata, Gabriel Antonio Mestre.

### Obispo Auxiliar de Mar del Plata
El 5 de noviembre del 2019, el papa Francisco lo nombró Obispo Titular de Bavagaliana y Obispo Auxiliar de Mar del Plata.
Fue consagrado el 28 de diciembre del mismo año, Catedral de Mar del Plata, a manos del obispo de Mar del Plata, Gabriel Antonio Mestre. Sus co-consagrantes fueron el obispo emérito de Mar del Plata, Antonio Marino y el obispo-prelado emérito de Marajó, José Luis Azcona OAR.

### Obispo-Prelado de Cafayate
El 21 de abril de 2022, el papa Francisco lo nombró Obispo-Prelado de Cafayate. Tomó posesión canónica el 17 de junio del mismo año.
En la CEA, es miembro de la Comisión Episcopal de Misiones.